# Mikko Leinonen
Temple de la renommée finlandais : 1995
Simo Yrjänä Leinonen, dit Mikko Leinonen, (né le 15 juillet 1955 à Tampere en Finlande) est un joueur professionnel finlandais de hockey sur glace devenu entraîneur. Il évolue au poste de centre.

## Biographie

### Carrière en club
Formé au Tappara, il commence sa carrière en senior avec l'équipe première dans la SM-sarja en 1973. En 1978-1979, il remporte l'Elitserien avec le MODO hockey. De 1981 à 1985, il évolue en Amérique du Nord. Il évolue notamment dans la Ligue nationale de hockey avec les Rangers de New York et les Capitals de Washington. Il met un terme à sa carrière en 1987 après un bref passage au KalPa. En 1993, il devient manageur du Tappara.

### Carrière internationale
Il représente la Finlande au niveau international. Il a participé aux sélections jeunes. Il a disputé trois éditions du championnat du monde et les Jeux olympiques de 1980.

## Statistiques

### En club
| Saison     | Équipe                 | Ligue      |     | Saison régulière | Saison régulière | Saison régulière | Saison régulière | Saison régulière |   | Séries éliminatoires | Séries éliminatoires | Séries éliminatoires | Séries éliminatoires | Séries éliminatoires |
| Saison     | Équipe                 | Ligue      | PJ  | B                | A                | Pts              | Pun              | PJ               | B | A                    | Pts                  | Pun                  |                      |                      |
| 1973-1974  | Tappara Tampere        | SM-sarja   |     |                  |                  |                  |                  | -                | - | -                    | -                    | -                    |                      |                      |
| 1974-1975  | Tappara Tampere        | SM-sarja   | 34  | 17               | 11               | 28               | 14               | -                | - | -                    | -                    | -                    |                      |                      |
| 1975-1976  | Tappara Tampere        | SM-liiga   | 36  | 23               | 24               | 47               | 42               | -                | - | -                    | -                    | -                    |                      |                      |
| 1976-1977  | Tappara Tampere        | SM-liiga   | 33  | 23               | 24               | 47               | 43               | -                | - | -                    | -                    | -                    |                      |                      |
| 1977-1978  | MODO hockey            | Elitserien | 36  | 19               | 24               | 43               | 51               | -                | - | -                    | -                    | -                    |                      |                      |
| 1978-1979  | MODO hockey            | Elitserien | 34  | 10               | 19               | 29               | 32               | -                | - | -                    | -                    | -                    |                      |                      |
| 1979-1980  | Kärpät Oulu            | SM-liiga   | 36  | 32               | 20               | 52               | 40               | 6                | 2 | 2                    | 4                    | 4                    |                      |                      |
| 1980-1981  | Kärpät Oulu            | SM-liiga   | 36  | 16               | 36               | 52               | 43               | 12               | 3 | 7                    | 10                   | 14                   |                      |                      |
| 1981-1982  | Indians de Springfield | LAH        | 6   | 4                | 2                | 6                | 2                | -                | - | -                    | -                    | -                    |                      |                      |
| 1981-1982  | Rangers de New York    | LNH        | 53  | 11               | 20               | 31               | 18               | 7                | 1 | 6                    | 7                    | 20                   |                      |                      |
| 1982-1983  | Rangers de New York    | LNH        | 78  | 17               | 34               | 51               | 23               | 7                | 1 | 3                    | 4                    | 4                    |                      |                      |
| 1983-1984  | Rangers de New York    | LNH        | 28  | 3                | 23               | 26               | 28               | 5                | 0 | 2                    | 2                    | 4                    |                      |                      |
| 1983-1984  | Oilers de Tulsa        | LCH        | 33  | 15               | 23               | 38               | 38               | -                | - | -                    | -                    | -                    |                      |                      |
| 1984-1985  | Capitals de Washington | LNH        | 3   | 0                | 1                | 1                | 2                | 1                | 0 | 0                    | 0                    | 0                    |                      |                      |
| 1984-1985  | Kärpät Oulu            | SM-liiga   | 35  | 19               | 15               | 34               | 70               | -                | - | -                    | -                    | -                    |                      |                      |
| 1985-1986  | Kärpät Oulu            | SM-liiga   | 36  | 6                | 17               | 23               | 40               | 1                | 5 | 1                    | 1                    | 2                    |                      |                      |
| 1986-1987  | KalPa Kuopio           | SM-liiga   | 8   | 4                | 0                | 4                | 30               | -                | - | -                    | -                    | -                    |                      |                      |
| Totaux LNH | Totaux LNH             | Totaux LNH | 162 | 31               | 78               | 109              | 71               | 20               | 2 | 11                   | 13                   | 28                   |                      |                      |